# Amiserica surda
Amiserica surda är en skalbaggsart som beskrevs av Ahrens 2004. Amiserica surda ingår i släktet Amiserica och familjen Melolonthidae. Inga underarter finns listade i Catalogue of Life.